# Arnaud Séka
Arnaud Séka (Abomey, 30 ottobre 1985) è un calciatore beninese, di ruolo centrocampista.

## Carriera

### Club
Ha sempre giocato nel campionato beninese.

### Nazionale
Tra il 2007 ed il 2011 ha giocato 6 partite nella nazionale beninese.

## Palmarès

### Allenatore

#### Competizioni nazionali
- Première Division (Benin): 1

Tonnerre d'Abomey: 2007